# MSH Medical School Hamburg
Die MSH Medical School Hamburg – University of Applied Sciences and Medical University ist eine private Hochschule in der Freien und Hansestadt Hamburg. 

## Organisation
Die MSH hat zum Wintersemester 2010 ihren Studienbetrieb aufgenommen. Die Hochschule besitzt vier Fakultäten: die Fakultäten Gesundheitswissenschaften und Art, Health and Social Science mit dem Status einer Fachhochschule und die Fakultäten Humanwissenschaften und Medizin mit dem Status einer universitären Hochschule. Mittlerweile bietet die Hochschule mit Sitz in der HafenCity verschiedene Bachelor- und Masterstudiengänge sowie den Staatsexamensstudiengang Humanmedizin an, die alle von der AHPGS akkreditiert sind. Zudem ist die Hochschule von der Behörde für Wissenschaft und Forschung Hamburg staatlich anerkannt.
Das Studienkonzept der MSH ist medizinisch ausgerichtet, die Studiengänge können dabei nicht nur in Vollzeit, sondern auch ausbildungsbegleitend oder in Teilzeit, neben dem Beruf, absolviert werden.

## Geschichte
Die MSH wurde 2009 zunächst als Fachhochschule mit der Fakultät Gesundheitswissenschaften gegründet und startete 2010 mit sechs Studiengängen. 2013 wurde die Fakultät Humanwissenschaften mit dem Status einer universitären Hochschule staatlich anerkannt.
Derzeit (Stand 2024) besteht die Hochschule aus vier Fakultäten: Die Fakultät Art, Health and Social Science
setzt sich zusammen aus den Departments Kunst und Künstlerische Therapien sowie Family, Child and Social Work. Die Fakultät Gesundheitswissenschaften besteht aus den Departments Pädagogik, Pflege und Gesundheit sowie Performance, Neuroscience, Therapy and Health und Medizinmanagement. Der Bachelorstudiengang Psychologie sowie die Masterstudiengänge der Fakultät Humanwissenschaften, die das Department Pädagogik und das Department Psychologie umfasst, bieten einen universitären Abschluss und sind stärker wissenschaftlich und methodisch orientiert. Die Kombination aus dem Bachelor Psychologie und dem Master Psychologie mit Schwerpunkt Klinische Psychologie und Psychotherapie (nach PsychThG 2019) der Fakultät Humanwissenschaften entspricht den gesetzlichen Anforderungen des Psychotherapeutengesetzes und berechtigt zur anschließenden Weiterbildung zur Fachpsychotherapeutin bzw. zum Fachpsychotherapeuten. Der Masterstudiengang Medizinpädagogik erfüllt mit dem Abschluss Master of Education die Anforderungen für ein Referendariat und die Tätigkeit an einer öffentlichen berufsbildenden Schule. Die Zulassung zum Studiengang Humanmedizin an der Fakultät Medizin der MSH erfolgt NC-frei. Der Staatsexamensstudiengang Humanmedizin entspricht den Vorgaben der Ärztlichen Approbationsordnung. Das komplette Medizinstudium ist an der MSH seit dem Wintersemester 2019 möglich, dabei verbringen die Studierenden den ersten (vorklinischen) Studienabschnitt (4 Semester) am MSH-Campus in der Hamburger HafenCity – der zweite (klinische) Studienabschnitt wird am Campus der MSH an den Helios Kliniken Schwerin absolviert. Der dritte Studienabschnitt, das Praktische Jahr (PJ), kann ebenfalls an den Helios Kliniken absolviert werden; die ersten MSH-Medizinstudierenden starteten im November 2024 in das PJ.
Die Bestehensquoten des ersten Abschnitts der ärztlichen Prüfung (M1-Examen; Physikum) weisen eine kontinuierlich steigende Tendenz auf mit 91 % im M1-Examen Herbst 2024 (9,4 % Misserfolg bei Referenzteilnehmenden). Erstmalig wurde im Herbst 2024 sehr erfolgreich an dem zweiten Abschnitt der ärztlichen Prüfung (M2-Examen) von MSH-Studierenden teilgenommen mit einer Bestehensquote von 95 % in der Gruppe Gesamtteilnehmende (5,4 % Misserfolg bei Gesamtteilnehmenden bzw. 4,0 % Misserfolg bei Referenzteilnehmenden).
Geschäftsführende Gesellschafterin der MSH ist die Hochschulunternehmerin Ilona Renken-Olthoff. Rektor ist Rainer Petzina. Zu den Partnerhochschulen der MSH gehören die MSB Medical School Berlin und die BSP Business School Berlin sowie die HMU Health and Medical University. Zudem hat die MSH eine eigene akademische Lehrschule, das Institut für praxisorientierte Weiterbildung (IPW). Im Wintersemester 2024 waren an der MSH Medical School Hamburg mehr als 5.000 Studierende immatrikuliert.

## Studiengänge
Staatsexamens-Studiengang an der Fakultät Medizin:
- Humanmedizin (Vollzeit)

Bachelor-Studiengang an der Fakultät Humanwissenschaften:
- Psychologie B.Sc. (Vollzeit)

Master-Studiengänge an der Fakultät Humanwissenschaften:
- Arbeits- und Organisationspsychologie M.Sc. (Vollzeit)
- Psychologie mit Schwerpunkt Klinische Psychologie und Psychotherapie M.Sc. (Vollzeit)
- Psychologie mit Schwerpunkt Klinische Psychologie und Psychotherapie (nach PsychThG 2019) M.Sc. (Vollzeit)
- Psychologie mit Schwerpunkt Rechtspsychologie M.Sc. (Vollzeit)
- Medizinpädagogik M.Ed. (Teilzeit)

Bachelor-Studiengänge an der Fakultät Gesundheitswissenschaften:
- Advanced Nursing Practice B.Sc. (Teilzeit)
- Biomedizin B.Sc. (Vollzeit)
- Logopädie B.Sc. (ausbildungsbegleitend)
- Gesundheitsmanagement Schwerpunkt Medical Controlling B.Sc. (Vollzeit)
- Medizinpädagogik B.A. (Teilzeit)
- Physiotherapie B.Sc. (ausbildungsbegleitend)
- Rescue Management B.Sc. (Teilzeit)
- Sportwissenschaft B.Sc. (Vollzeit)

Master-Studiengänge an der Fakultät Gesundheitswissenschaften:
- Clinical Research M.Sc. (Vollzeit und Teilzeit)
- Digital Health Management M.Sc. (Vollzeit und Teilzeit)
- Gesundheits- und Pflegepädagogik M.A. (Vollzeit)
- Krankenhausmanagement M.Sc. (Vollzeit und Teilzeit)
- Medical and Health Education M.A. (Teilzeit)
- Neurorehabilitation M.Sc. (Vollzeit und Teilzeit)
- Notfall- und Krisenmanagement M. Sc. (Vollzeit und Teilzeit)
- Sportphysiotherapie für Team- und Individualsportarten M.Sc. (Teilzeit)
- Sportwissenschaft: Leistungsdiagnostik und Trainingssteuerung M.Sc. (Teilzeit)

Bachelor-Studiengänge an der Fakultät Art, Health and Social Science
- Expressive Arts in Social Transformation B.A. (Vollzeit)
- Kunsttherapie B.A. (Vollzeit)
- Musiktherapie B.A. (Vollzeit)
- Soziale Arbeit B.A. (Vollzeit)
- Transdisziplinäre Frühförderung B.A. (Vollzeit und Teilzeit)

Master-Studiengänge an der Fakultät Art, Health and Social Science
- Intermediale Kunsttherapie M.A. (Vollzeit und Teilzeit)
- Sexualwissenschaft M.A. (Vollzeit)
- Soziale Arbeit M.A. (Vollzeit)